# Bounkou Camara
Bounkou Camara (ur. 6 lutego 1988) – mauretańska lekkoatletka, sprinterka, olimpijka z Pekinu.
Zawodniczka reprezentowała swój kraj na igrzyskach w Pekinie, startowała w biegu na 100 metrów kobiet - odpadła w eliminacjach z czasem 13.69.

## Rekordy życiowe
| Dystans            | Wynik (s) | Miejsce   | Data             |
| ------------------ | --------- | --------- | ---------------- |
| bieg na 100 metrów | 12.49     | Nawakszut | 17 kwietnia 2004 |